# Vista Hermosa, Omealca
Vista Hermosa är en ort i Mexiko.   Den ligger i kommunen Omealca och delstaten Veracruz, i den sydöstra delen av landet, 270 km öster om huvudstaden Mexico City. Vista Hermosa ligger 279 meter över havet och antalet invånare är 395.
Terrängen runt Vista Hermosa är varierad. Runt Vista Hermosa är det ganska tätbefolkat, med 100 invånare per kvadratkilometer. Närmaste större samhälle är Cuitláhuac, 16,6 km norr om Vista Hermosa. Trakten runt Vista Hermosa består till största delen av jordbruksmark.